# شوجو آسادا
شوجو آسادا (باليابانية: 麻田 将吾) (6 يوليو 1998 في ناغانو في اليابان – )؛ هو لاعب كرة قدم كان يلعب كمدافع.

## وصلات خارجية
- شوجو آسادا على موقع رابطة كرة القدم اليابانية للمحترفين (اليابانية)
- شوجو آسادا على موقع قاعدة بيانات كرة القدم.إي يو (الإنجليزية)
- شوجو آسادا على موقع Soccerway.com (الإنجليزية)
- شوجو آسادا على موقع عالم كرة القدم.نت (الإنجليزية)